# Plateau de Malzéville
Plateau de Malzéville este o arie protejată (sit de importanță comunitară — SCI) din Franța întinsă pe o suprafață de 439 ha, integral pe uscat.

## Localizare
Centrul sitului Plateau de Malzéville este situat la coordonatele 48°43′32″N 6°12′13″E / 48.72556°N 6.20361°E.

## Înființare
Situl Plateau de Malzéville a fost declarat arie specială de conservare în baza directivei 92/43 din 1992 referitoare la conservarea habitatelor naturale și a faunei și florei sălbatice pentru a proteja .

## Biodiversitate
Situată în ecoregiunea continentală, aria protejată conține 3 habitate naturale: Pajiști uscate seminaturale și facies de acoperire cu tufișuri pe substraturi calcaroase (Festuco-Brometalia) (* situri importante pentru orhidee), Păduri de fag din Europa Centrală dezvoltate pe sol calcaros cu Cephalanthero-Fagion, Păduri de stejar sau de stejar și carpen sub-atlantice și medio-europene de Carpinion betuli.
La baza desemnării sitului se află un număr nedeclarat de specii protejate:
Pe lângă speciile protejate, pe teritoriul sitului au mai fost identificate 9 specii de plante, 1 specie de păsări, 2 specii de reptile.